# آل جراف (الصومعة)

تعديل مصدري - تعديل

آل جراف هي إحدى قرى عزلة ال سعيد بمديرية الصومعة التابعة لمحافظة البيضاء، بلغ تعداد سكانها 144 نسمة حسب تعداد اليمن لعام 2004.